# Troickij rajon (Territorio dell'Altaj)
Il Troickij rajon (in russo Троицкий район?) è un rajon del kraj dell'Altaj, nella Russia asiatica; il capoluogo è Troickoe. Il rajon, istituito nel 1924, ha una superficie di 4 200 chilometri quadrati e una popolazione di circa 25 000 abitanti.